# مركز علم الفلك الفضائي الأوروبي

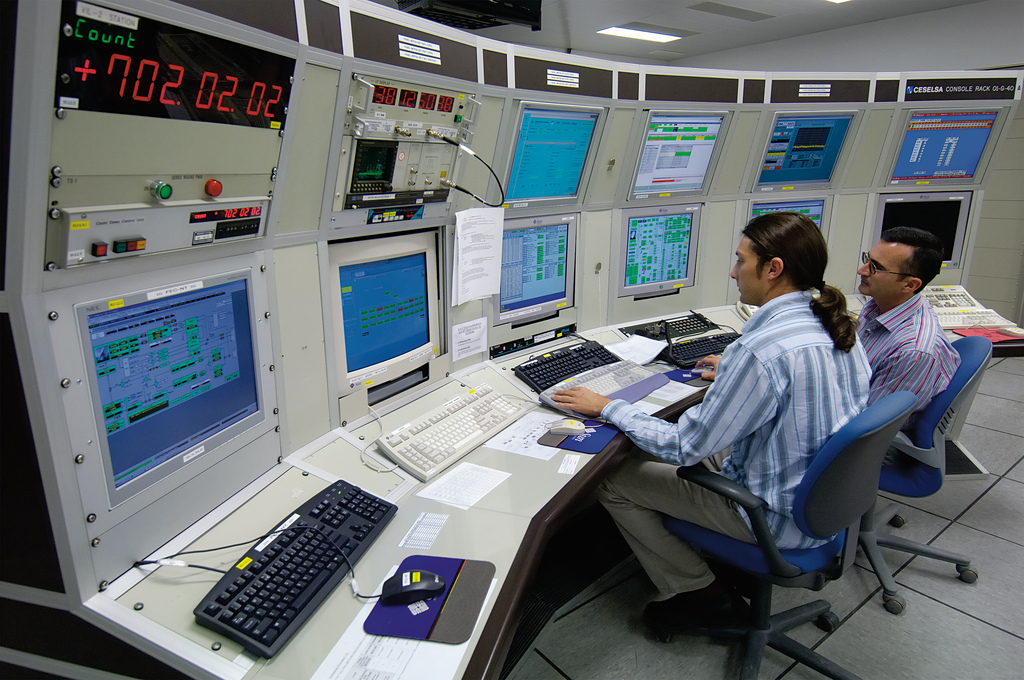
مركز تحكم ESAC.

مركز علم الفلك والفضاء الأوروبي (إيساك)
(بالإنجليزية: European Space Astronomy Centre)
تكتب أختصارا (ESAC) وهو إحدى المراكز الفرعية التابعة لوكالة الفضاء الأوروبية، حيث تتركز أهتماماته بدراسة علم الفلك واستكشاف النظام الشمسي.
يقع المركز في فيلانويفا دي لا كانادا، بالقرب من مدريد في إسبانيا . ويعتبر إحدى المراكز الفرعية لوكالة الفضاء الأوروبية
و قد أطلق المركز (إيساك) عدة بعثات فضائية منها:
أكاري ،كاسيني-هايجنز، غايا (مسبار فضائي) ، مقراب هيرشل الفضائي، مرصد هابل الفضائي، المرصد الدولي الفضائي لأشعة غاما، مارس إكسبريس، بلانك (مرصد فضائي) ،روزيتا، سوهو (مسبار شمسي) ، مصور الزهرة، مقراب إكس إم إم نيوتن الفضائي.
كما يتم التخطيط لأرسال المزيد من البعثات في المستقبل
ببي كولومبو (مسبار) ، أقليدس (مسبار فضائي) ، مقراب جيمس ويب الفضائي، مستكشف أقمار المشتري الجليدية، ليزا باثفايندر 
 ، متتبع الطاقة الشمسية.
بالإضافة لمهام المركز في استكشاف النظام الشمسي ودراسته فإن (إيساك) تهتم بشكل رئيسي بمعالجة البيانات من سموس، وهو قمرا أصطناعيا لمراقبة الأرض
وتشارك (إيساك) أيضا في بعثات وكالة الفضاء الأوروبية التي تجري بالتعاون مع وكالات الفضاء الأخرى مثل.
- برنامج أكاري[الإنجليزية]، وهي مهمة تقودها وكالة الفضاء اليابانية تهتم بمسح السماء بالأشعة تحت الحمراء، أطلقت المهمة في 21 شباط 2006.
- أنشاء مقراب جيمس ويب الفضائي، خلفا للتلسكوب هابل الفضائي بالتعاون مع وكالة ناسا ووكالة الفضاء الكندية [3]

وبالإضافة إلى ذلك، تستضيف (إيساك) فعاليات المركز الإسباني للبيولوجيا الفلكية (CAB)، وهي منشأة بحثية تهدف لتشجيع الشبان الاسبان لدخول مجالات الفيزياء الفلكية والفيزياء الأساسية.

## هوامش
1. ↑  تقع (ESAC) في فيلافرانكا ديل كاستيلو ، ضمن حدود مدينة فيلانويفا دي لا كانادا، على بعد 30 كيلومترا غرب مدريد في وادي جواداراما.
2. ↑  ليزا باثفايندر: بعثة مخصصة لاختبار التقنيات الضرورية في المراصد الفضائية للكشف عن الموجات الثقالية
3. ↑  الهوائي الفضائي المتطور لقياس التداخل الليزري (Evolved Laser Interferometer Space Antenna) أو اختصاراً LISA، أطلقت وكالة الفضاء الأوروبية بعثة LISA Pathfinder، في ثلاثينيات القرن العشرين ،كخطوة تمهيدية تسبق انطلاق بعثة LISA

## وصلات خارجية
- European Space Agency site
- ESA/European Space Astronomy Centre site
- ESA/European Space Astronomy Centre site in Spanish
- ESA webpage on ESTRACK, including links to all stations
- ESA/ESTRACK Villafranca station page
- Spanish Astrobiology Centre site (CAB) نسخة محفوظة 5 يوليو 2015 على موقع واي باك مشين.